# Amore nel pomeriggio
Amore nel pomeriggio è il quattordicesimo album in studio del cantautore italiano Francesco De Gregori, pubblicato il 19 gennaio 2001 dalla Columbia / Sony Music Entertainment (Italy).

## Descrizione
Il disco si compone di undici brani e ha vinto la Targa Tenco per il miglior album, oltre ad aver conquistato la vetta della Classifica FIMI Album (posizione mantenuta per due settimane).
Il secondo brano Canzone per l'estate fu scritto da De Gregori insieme a Fabrizio De André nel 1974, venendo interpretata e incisa da quest'ultimo nell'album Vol. 8 del 1975. L'arrangiamento di Natale di seconda mano è di Nicola Piovani, mentre quello di Il cuoco di Salò è stato curato da Franco Battiato.
Durante uno dei concerti tenuti al Teatro Out Off di Milano, De Gregori ha confermato che Condannato a morte, canzone contro la pena di morte e l'intolleranza religiosa, è ispirata dalla storia di Salman Rushdie.
Il brano Sempre e per sempre è stato utilizzato nella pubblicità di Enel Energia in onda da fine 2024 fino ad inizio 2025 durante la fase iniziale di Amici 24.

## Tracce
1. L'aggettivo "mitico" – 6:32
2. Canzone per l'estate – 6:01
3. Deriva – 4:23
4. Spad VII S2489 – 6:01
5. Natale di seconda mano – 5:59
6. Quando e qui – 3:57
7. Condannato a morte – 7:25
8. Il cuoco di Salò – 3:49
9. Cartello alla porta – 3:51
10. Caldo e scuro – 5:00
11. Sempre e per sempre – 3:23

## Formazione
- Francesco De Gregori – voce, chitarra acustica (in Canzone per l'estate, Caldo e scuro)
- Guido Guglielminetti – basso, tastiera (in Caldo e scuro)
- Massimo Buzzi – batteria
- Alessandro Svampa – batteria
- Paolo Giovenchi – chitarra
- Carlo Gaudiello – tastiera
- Lalla Francia – cori (in L'aggettivo "mitico", Cartello alla porta)
- Alessandro Arianti – pianoforte (in Spad VII S2489)
- Nicola Piovani – pianoforte (in Natale di seconda mano)
- Fabio Ceccarelli – fisarmonica (in Natale di seconda mano)
- Michele Fedrigotti – pianoforte (in Il cuoco di Salò)
- Marco Rosini – mandolino (in Cartello alla porta)
- Stefano Tavernese – violino (in Cartello alla porta)
- Slep – chitarra elettrica (in Caldo e scuro)
- Greg Cohen – contrabbasso (in Caldo e scuro)
- Toto Torquati – organo Hammond (in Caldo e scuro)